# (2844) Hess
(2844) Hess es un asteroide perteneciente al cinturón de asteroides, descubierto el 3 de mayo de 1981 por Edward Bowell desde la Estación Anderson Mesa (condado de Coconino, cerca de Flagstaff, Arizona, Estados Unidos).

## Designación y nombre
Designado provisionalmente como 1981 JP. Fue nombrado Hess en honor al astrónomo estadounidense Frederick Hess.